# エドウィン・ダン記念館

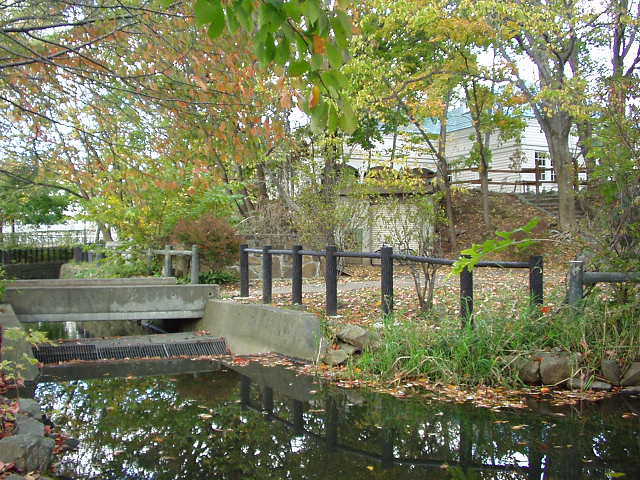
真駒内用水と記念館（2004年10月）

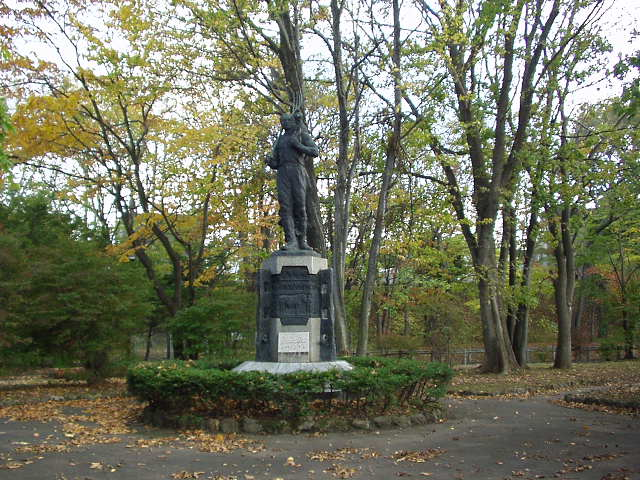
エドウィン・ダン像（2004年10月）

エドウィン・ダン記念館（エドウィン・ダンきねんかん）は、明治時代のお雇い外国人、エドウィン・ダンを記念し紹介する施設で、北海道札幌市南区真駒内泉町のエドウィン・ダン記念公園内にある。ダンの事績と札幌開拓の歴史を示す。記念館の建物は、1887年（明治20年）に建てられた真駒内種畜産場事務所を移築したもので、木造、白塗りで緑の屋根を持つ。

## 来歴
建物は、1880年（明治13年）、ダンにより北海道開拓使の「牧牛場の事務所」として建設されたものである。設計は農商務省北海道事業管理局。1876年（明治9年）の真駒内牧牛場開設から進駐した米軍に接収される1946年（昭和21年）までの70年間、利用されていた。
1964年（昭和39年）、エドウィン・ダン顕彰会が当初は解体予定となっていた同事務所を保存するため、現在地に移築し、関係資料の展示を行った。
1990年（平成2年）に、「旧真駒内種畜場事務所（現 エドウィン・ダン記念館）」として札幌市のふるさと文化百選に、また「エドウィン・ダン記念館と記念公園」として第13回札幌市都市景観賞に選ばれている。また、2000年（平成12年）9月26日には、国の登録有形文化財に登録されている。
2007年（平成15年）5月、建物の老朽化にともなう改修工事をおこない、再開館している。

## 展示
ダンの来日から晩年までを描いた一木万寿三による油絵23点が展示されているほか、種畜場の模型やダンゆかりの遺品なども展示されている。
なお、最初の妻ツルの肖像として館内に展示されていた女性の写真は、ダンの娘ヘレンが所持していたことからその母（ツル）とされていたが、のちに別人であることが判明した。

## エドウィン・ダン記念公園
旧真駒内中央公園。南区役所のそば(南東方向)、真駒内川と国道453号の東にある都市公園である。南北に長い。面積2万4000平方メートル。中央を真駒内用水が流れ、公園内で池を作る。公園の南は遊具を置いた遊戯広場で、中央にエドウィン・ダン像、北東角付近にエドウィン・ダン記念館がある。東側に隣接して札幌南郵便局がある。南消防署は公園の北方向に隣接する。北600メートルほどに、広い敷地をとる真駒内公園がある。

## 真駒内種畜場（真駒内牧牛場）
真駒内牧牛場はエドウィン・ダンの選定に基づき、1877年（明治10年）に建設された牧場。ダンはここを畜産技術改良のための拠点とし、牛、豚、馬を飼育、100ヘクタールの飼料畑を整備し、バター・チーズ・練乳の製造およびハム・ソーセージの加工技術を指導した。
1886年（明治19年）に北海道庁が管轄する真駒内種畜場となると牛以外の各種家畜の改良・繁殖も開始し、その後も1893年（明治26年）に北海道庁種畜場、1936年（昭和11年）には北海道農事試験場畜産部などと改称されながら北海道における畜産技術研究の拠点となった。第二次世界大戦敗戦により1946年（昭和21年）に用地を進駐軍に接収された後は、新得町（北海道上川郡）に新たな研究拠点が設けられ、幾多の変遷を経て現在の北海道立総合研究機構農業研究本部畜産試験場へとつながる。